# Вале-даш-Фонтеш
Вале-даш-Фонтеш (порт. Vale das Fontes; МФА: [ˈva.ɫɨ dɐʃ ˈfõ.tɨʃ]) — парафія в Португалії, у муніципалітеті Віняйш. Розташована в північно-східній частині країни, на теренах історичної португальської провінції Трансмонтана. Входить до складу округу Браганса. За адміністративним поділом, чинним до 1976 року, терени парафії були складовою провінції Трансмонтана і Верхнє Дору. Належить до Брагансько-Мірандської діоцезії Католицької церкви. Патрон — святий Варфоломій. Площа — 17,7612 км². Населення — 347 ос. (2011). Слабо урбанізований регіон. Густота населення — 19,54 осіб/км²
. Код — 041227.

## Населення
| Кількість мешканців | Кількість мешканців | Кількість мешканців | Кількість мешканців | Кількість мешканців | Кількість мешканців | Кількість мешканців | Кількість мешканців | Кількість мешканців | Кількість мешканців | Кількість мешканців | Кількість мешканців | Кількість мешканців | Кількість мешканців | Кількість мешканців |
| ------------------- | ------------------- | ------------------- | ------------------- | ------------------- | ------------------- | ------------------- | ------------------- | ------------------- | ------------------- | ------------------- | ------------------- | ------------------- | ------------------- | ------------------- |
| 1864                | 1878                | 1890                | 1900                | 1911                | 1920                | 1930                | 1940                | 1950                | 1960                | 1970                | 1981                | 1991                | 2001                | 2011                |
| 569                 | 501                 | 590                 | 618                 | 798                 | 723                 | 752                 | 1 216               | 993                 | 1 268               | 740                 | 686                 | 522                 | 430                 | 347                 |